# Tsuboi Keisuke
Tsuboi Keisuke (坪井 慶介 (Bình Tỉnh Khánh Giới)  sinh ngày 16 tháng 9 năm 1979 ở Tama, Tokyo) là một cầu thủ bóng đá Nhật Bản thi đấu cho Renofa Yamaguchi.

## Thống kê sự nghiệp
| Đội tuyển bóng đá Nhật Bản | Đội tuyển bóng đá Nhật Bản | Đội tuyển bóng đá Nhật Bản |
| Năm                        | Trận                       | Bàn                        |
| -------------------------- | -------------------------- | -------------------------- |
| 2003                       | 11                         | 0                          |
| 2004                       | 10                         | 0                          |
| 2005                       | 7                          | 0                          |
| 2006                       | 11                         | 0                          |
| 2007                       | 1                          | 0                          |
| Tổng cộng                  | 40                         | 0                          |